# Mühlenstraße 19 (Quedlinburg)

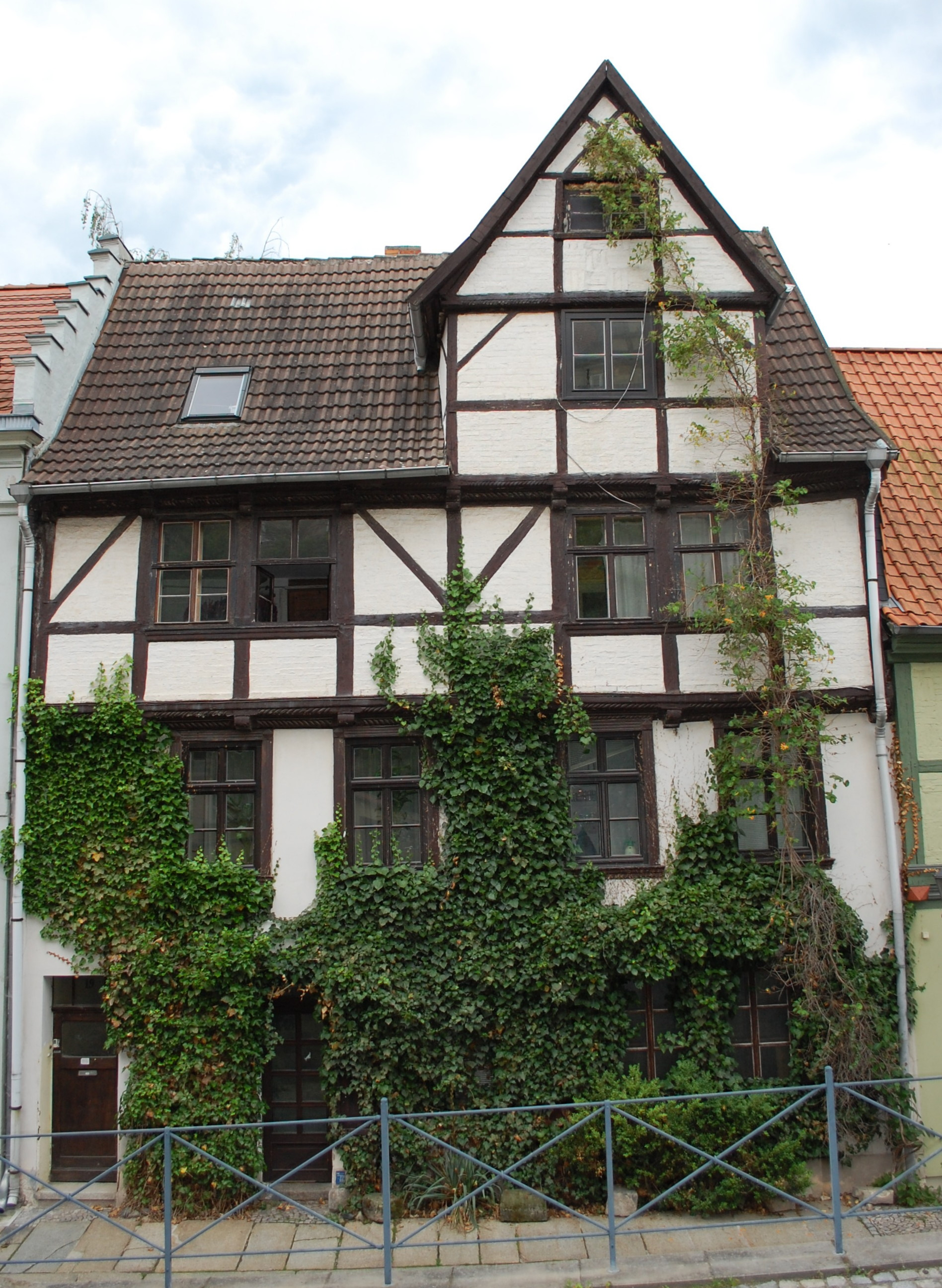
Mühlenstraße 19

Das Haus Mühlenstraße 19 ist ein denkmalgeschütztes Gebäude in der Stadt Quedlinburg in Sachsen-Anhalt. 
Es befindet sich südlich des Quedlinburger Schlossbergs auf der Südseite der Mühlenstraße zwischen den gleichfalls denkmalgeschützten Häusern Mühlenstraße 18 und Mühlenstraße 20. Das Haus ist im Quedlinburger Denkmalverzeichnis eingetragen und gehört zum UNESCO-Weltkulturerbe.

## Architektur und Geschichte
Das Fachwerkhaus entstand in der Zeit um 1620. Zur Straßenseite hin besteht ein Zwerchhaus. Während Unter- und Zwischengeschoss später in massiver Bauweise erneuert wurden, verfügt die Fassade des Obergeschosses an den Stock- und Dachschwellen über die für die Bauzeit typischen Verzierungen. So finden sich Taustab, Walzenbalkenköpfe, Schiffskehlen und Füllhölzer.
Im Haus lebt der Maler Gernot Sasse (* 1962).